# ГЕС Монторіо
ГЕС Монторіо (італ. centrale di Montorio) — гідроелектростанція в центральній частині Італії, в історичному регіоні Абруццо. Розташована після ГЕС-ГАЕС Сан-Джакомо-Суль-Вомано, становить нижній ступінь у каскаді на річці Вомано (тече з Апеннін у східному напрямку та впадає в центральну частину Адріатичного моря за сотню кілометрів південніше Анкони).
Ресурс для роботи станції надходить із невеликого водосховища П'яганіні об'ємом 950 тис. м3, утвореного спорудженою на Вомано арково-гравітаційною греблею. Від водосховища вода подається через головний дериваційний тунель завдовжки 13,9 км, який на своєму шляху приймає додатковий ресурс із двох бічних загальною довжиною 21,3 км, котрі прокладені зі сточищ Тордіно (тече північніше паралельно Вомано до впадіння в Адріатичне море) та Мавони (тече південніше та впадає в саму Вомано).
На завершальному етапі головний дериваційний тунель переходить у напірний водогін завдовжки 230 метрів. Останній виводить до підземного машинного залу, обладнаного трьома турбінами типу Френсіс та двома допоміжними типу Пелтон, які в сукупності мають потужність 120,9 МВт. При середньому напорі у 258 метрів це обладнання забезпечує виробництво 253 млн кВт·год електроенергії на рік.
Відпрацьована вода повертається до Вомано через відвідний тунель завдовжки 5,2 км.